# 塔科马帕克
塔科马帕克是美國馬里蘭州蒙哥马利县的一个城市，是华盛顿特区的郊区，也是华盛顿大都会地区的一部分。 1883年成立，1890年建市，非正式名为“杜鹃花城”的塔科马帕克是美国树城和无核区。 计划的通勤郊区，位于华盛顿特区东北部的历史悠久的巴尔的摩与俄亥俄铁路大都会分支沿线，毗邻华盛顿特区塔科马，由当选市长和六名当选议员组成市议会，一个任命的城市经理，根据议会-经理制政府的方式管理。 2010年全国人口普查的城市人口为16715人。
自2013年以来，十六岁以上塔科马帕克的居民可以投票参加市政选举。这是美国第一个在城市选举中向16岁和17岁的人开放投票的城市。此后，海厄茨维尔市也跟进。